# Dobrobyt
Dobrobyt – warunki bytowe gwarantujące wysoki poziom życia oraz satysfakcję w sferze kulturalnej.
Według koncepcji neoliberalnych najprostszym miernikiem dobrobytu jest poziom PKB per capita (na jednego mieszkańca). Dobrobyt jest uzależniony od stopnia podziału PKB między konsumpcję indywidualną a społeczną oraz od struktury rzeczowej dochodu narodowego. Takie sposoby utożsamiania dobrobytu z PKB nie uwzględniają nierówności społecznych w rozkładzie PKB i stoją w opozycji do założeń zrównoważonego rozwoju.
Podstawowymi warunkami zaistnienia stanu dobrobytu w społeczeństwie jest zabezpieczenie obywatelom dochodów na wysokim poziomie, niewystępowanie jawnego lub ukrytego bezrobocia, powszechnie dostępne lecznictwo i oświata na wszystkich szczeblach nauczania oraz ubezpieczenia społeczne.